# Kenneth Choi
Kenneth Choi là nam diễn viên người Mỹ. Anh được biết đến qua vai Henry Lin trong sê-ri truyền hình Sons of Anarchy (2008–2014), Chester Ming trong The Wolf of Wall Street (2013) và Lance Ito trong The People v.O. J. Simpson: American Crime Story (2016).